# 天鶴座τ
天鶴座τ，又名CD-4913988，HD 216435、SAO 231343、HR 8700，是天鶴座的一颗恒星，视星等为6.04，位于銀經341.7，銀緯-58.71，其B1900.0坐标为赤經22h 47m 42.7s，赤緯-49° -58.71′ 40″。